# 二十八宿

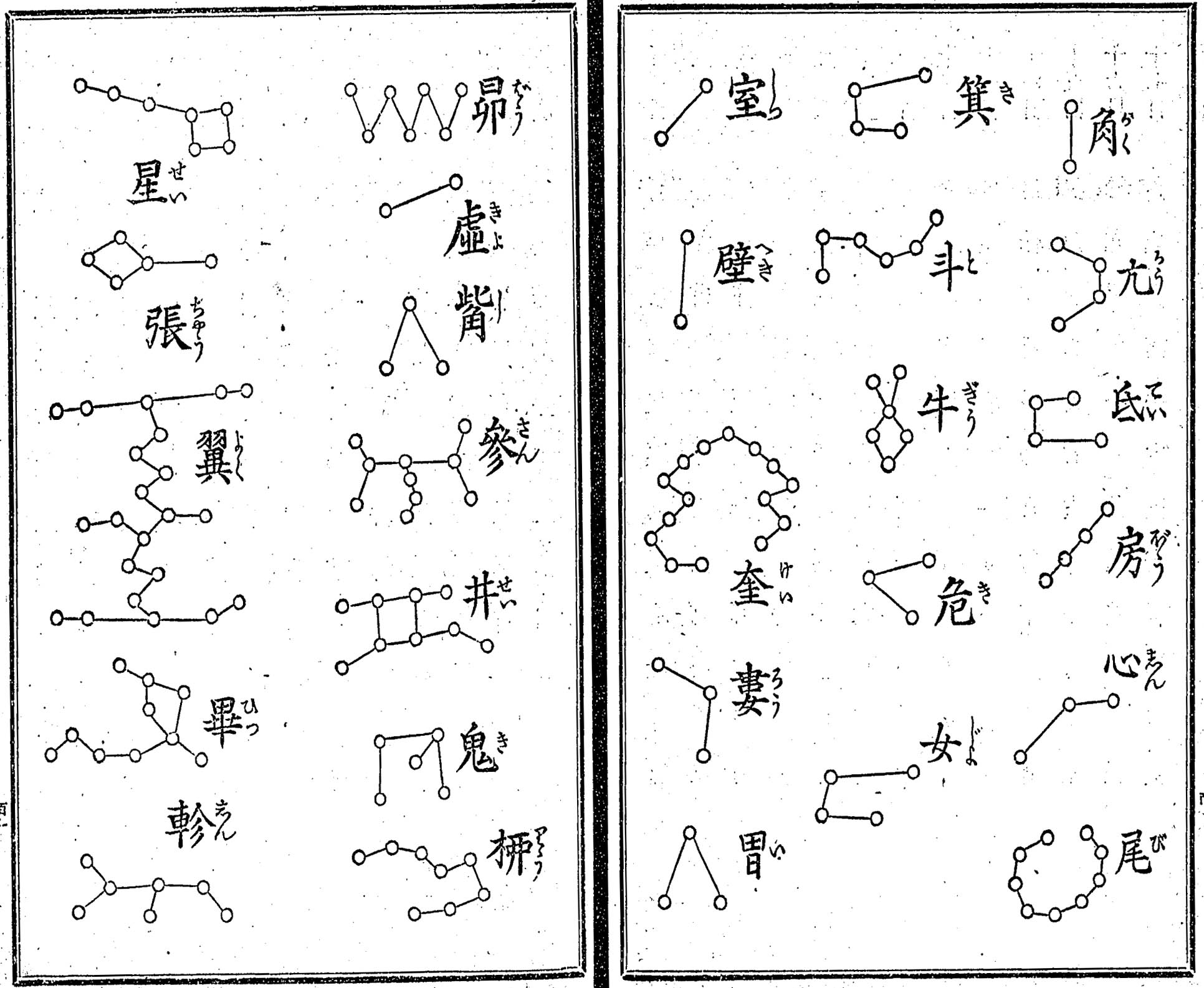
二十八星宿

二十八宿是古代中国天文学的术语，指的是天球上黄道和天赤道附近的二十八个星座（或称星官）。这二十八个星座成为中国古代天文学赤道坐标系的重要组成部分，每一宿均以一颗恒星为距星，以此作为天文坐标，可以用来计量太阳、月亮、五大行星、彗星等运动天体的运行位置，也是观测其他恒星的基础。
此外，二十八宿也用于排列和组织中国古代星座，表示包含多个星座的一片天区。以角宿为例：角宿最初指的是赤道附近的角宿星座，以恒星角宿一为距星；后来亦指角宿天区，包括角宿星座以及与其赤经度相似的其他一些星座。
与中国古代天文学的许多概念一样，二十八宿也可以用于术数占算。特别是与七曜和动物配合，称为“禽星”。

## 名称由来
二十八宿又称二十八舍或二十八次。“宿”、“舍”、“次”都可以表示住宿、旅居的处所，在此指的是日月星辰的住所。月亮绕着地球公转，若以恒星为参照系，绕行一周后回到同一位置的周期是27.33天，即一个恒星月。月亮每一天所在的那片恒星，就被看成是月亮当天歇息的驿站或旅馆，因此这些恒星就被分成27或28个星座，即二十七或二十八宿。中国古代早期也曾使用过二十七宿，后多以二十八为准。:261-262

## 二十八宿体系

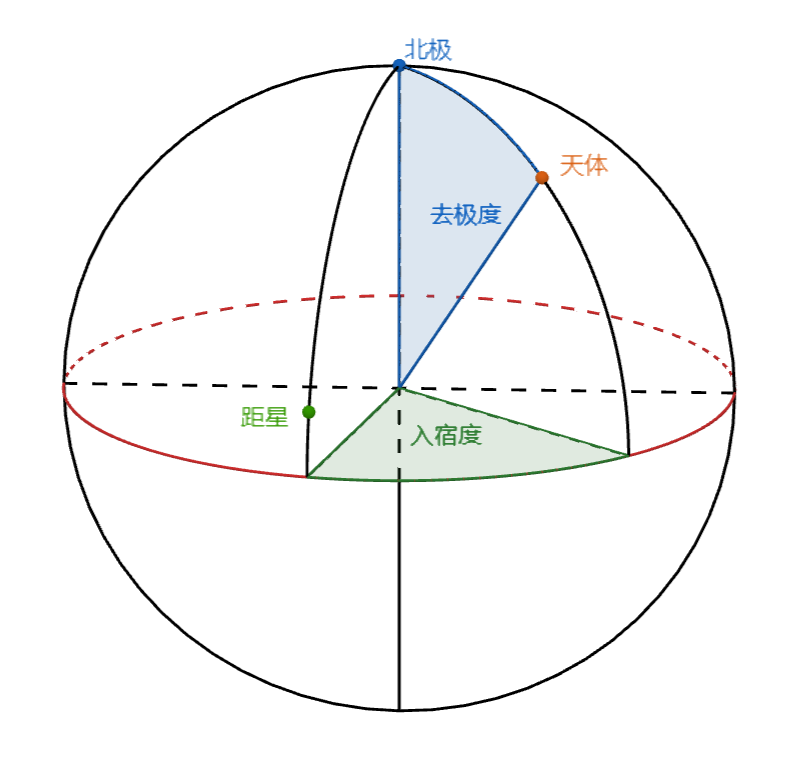
中国传统天球赤道坐标系。红色为天赤道圈，绿色点为距星，蓝色点为北天极。计算橙色天体的位置时，用“入宿度”（绿色扇形的角度）表示赤经，用“去极度”（蓝色扇形的角度）表示赤纬

二十八宿体系本质上就是一个球坐标系（r, θ, φ），只是方位角φ并不是固定从x轴开始计算，而是设置二十八个标准点，即二十八宿距星

尽管“二十八”与月亮有关，但二十八宿的建立并不只是为了单独记录月亮的运动位置，也因此并不是简单地将天空平均分成二十八份。实际上，每一宿所占跨度的差别非常之大。这么做的目的是选择二十八颗星作为标准点，由此建立一个完整的周天星座坐标体系，从而可以进一步认识太阳和月亮的相对关系，了解日、月、行星的运动。:262-263
最终，中国古人约在战国时建立起了二十八宿体系。这是一个赤道坐标系统，以天赤道为平面，用赤经和赤纬来定位天体的位置。赤纬用“去极度”表示，也就是天体到北天极的角距离。赤经则用“入宿度”表示，也就是天体与其西侧第一颗标准星的赤经角度差。这样用来比较和计算赤经的标准星称为“距星”，共计二十八颗，其所属的星座就是二十八宿。距星和距星之间的赤经差称为“距度”。:10-11虽然该体系以赤道坐标系统为基础，但所选择的二十八宿大约只有一半接近赤道，另一半则接近黄道，说明当时还没能真正区分赤道和黄道。:85-86

### 二十八宿和距星列表

中国古代星象图

四象廿八宿概念圖（鏡面反射，北面在上，東面在左）

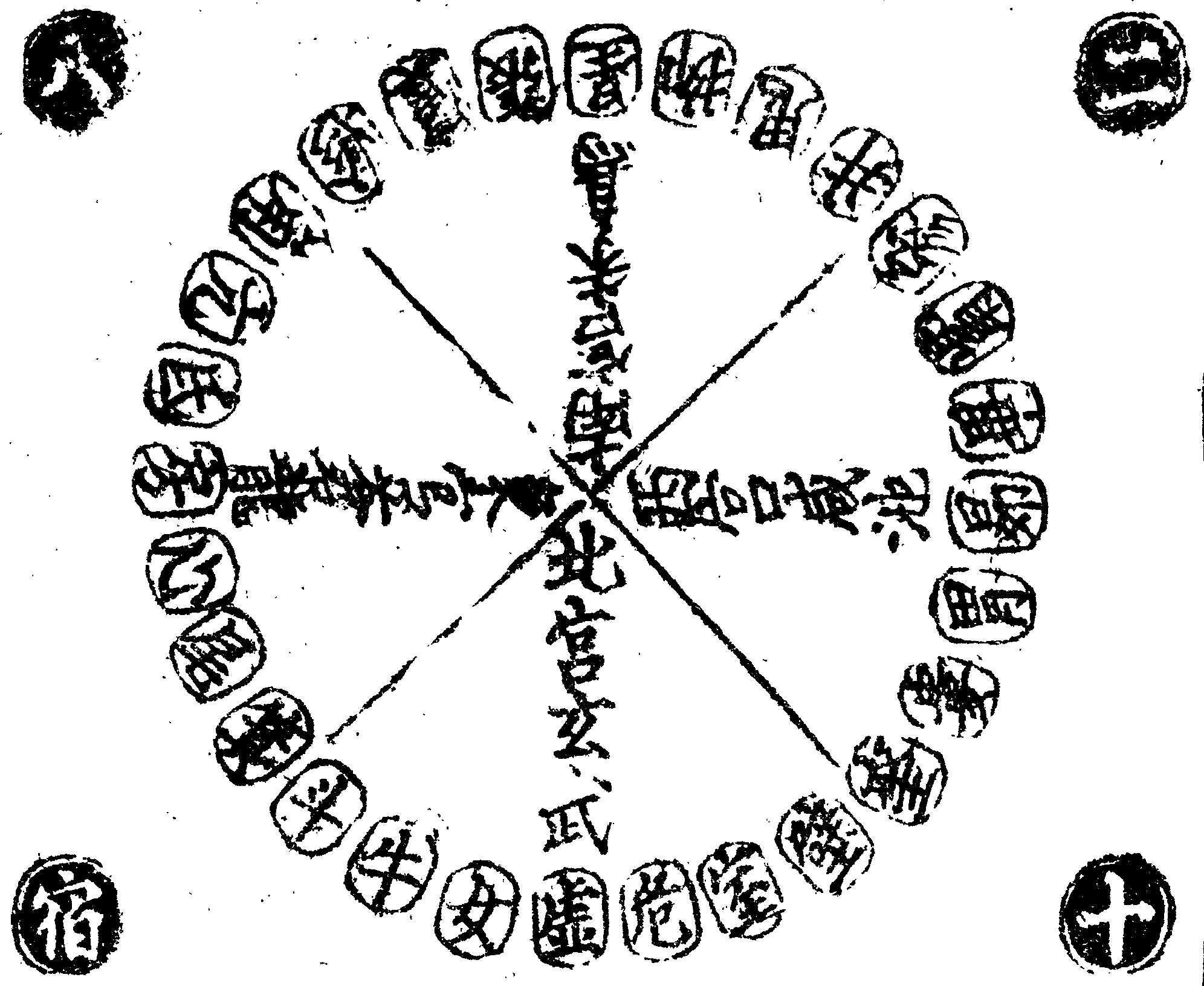
元《事林廣記》中的二十八宿圖，該圖將二十八宿分成四象

汉武帝时，邓平等人制订《太初历》，统一了二十八宿及其距星，并一直沿用到元代，列在下方表格中。从《崇祯历书》开始，距星都以“某宿一”命名。明清时期，奎、觜、参的距星发生了调整，奎宿二、觜宿二、参宿三是变动后的现在名称。:89,92
| 四象      | 星官/星座 | 星官/星座                                           | 星官/星座 | 距星   | 距星     |
| 四象      | 名称      | 名称由来                                            | 又名      | 名称   | 西名     |
| --------- | --------- | --------------------------------------------------- | --------- | ------ | -------- |
| 东宫 苍龙 | 角（，）  | 像龙的角                                            |           | 角宿一 | 室女座α  |
| 东宫 苍龙 | 亢        | 像龙的咽喉，颈部                                    |           | 亢宿一 | 室女座κ  |
| 东宫 苍龙 | 氐（，）  | 像龙的前脚或者骨架以及四肢                          | 天根      | 氐宿一 | 天秤座α  |
| 东宫 苍龙 | 房        | 像龙的腹房                                          | 天驷      | 房宿一 | 天蝎座π  |
| 东宫 苍龙 | 心        | 像龙的心脏                                          |           | 心宿一 | 天蝎座σ  |
| 东宫 苍龙 | 尾        | 像龙的尾巴                                          |           | 尾宿一 | 天蝎座μ  |
| 东宫 苍龙 | 箕        | 像簸箕                                              |           | 箕宿一 | 人马座γ  |
| 北宫 玄武 | 斗（，）  | 即南斗六星，像斗勺                                  | 南斗      | 斗宿一 | 人马座φ  |
| 北宫 玄武 | 牛        | 本指今河鼓三星，即牵牛星                            |           | 牛宿一 | 摩羯座β  |
| 北宫 玄武 | 女        | 本指今织女星                                        | 婺女      | 女宿一 | 宝瓶座ε  |
| 北宫 玄武 | 虚        | 像房屋的基础，“虚”即“墟”                            |           | 虚宿一 | 宝瓶座β  |
| 北宫 玄武 | 危        | 像高高的屋顶，“危”即“高”                            |           | 危宿一 | 宝瓶座α  |
| 北宫 玄武 | 室        | 像正方形的房间 （室、壁本属一宿，现在室宿只剩西墙） | 营室 西壁 | 室宿一 | 飞马座α  |
| 北宫 玄武 | 壁        | 像房间东侧的墙壁                                    | 东壁      | 壁宿一 | 飞马座γ  |
| 西宫 白虎 | 奎        | 像人的骨盆，“奎”即“胯部” 亦指西方属阴               |           | 奎宿二 | 仙女座ζ  |
| 西宫 白虎 | 婁        | 象征大司马，“娄”指招揽聚众                          |           | 婁宿一 | 白羊座β  |
| 西宫 白虎 | 胃        | 象征仓库，用胃脏来比喻                              |           | 胃宿一 | 白羊座35 |
| 西宫 白虎 | 昴（，）  | 像矛和矛头上的缨髦                                  |           | 昴宿一 | 金牛座17 |
| 西宫 白虎 | 畢        | 像捕兽的网                                          |           | 畢宿一 | 金牛座ε  |
| 西宫 白虎 | 觜（，）  | 像老虎的嘴，“觜”通“嘴”                              | 觜觽      | 觜宿二 | 猎户座φ¹ |
| 西宫 白虎 | 參（，）  | 指三星，“參”即“叁”                                  |           | 参宿三 | 猎户座δ  |
| 南宫 朱雀 | 井        | 像一口井                                            | 东井      | 井宿一 | 双子座μ  |
| 南宫 朱雀 | 鬼        | 鬼宿被认为主丧祠之事                                | 舆鬼      | 鬼宿一 | 巨蟹座θ  |
| 南宫 朱雀 | 柳        | 像垂柳                                              | 咮        | 柳宿一 | 长蛇座δ  |
| 南宫 朱雀 | 星        | 原名“七星”，由七颗星组成                            | 七星      | 星宿一 | 长蛇座α  |
| 南宫 朱雀 | 張        | 像拉开弓，张弓                                      |           | 張宿一 | 长蛇座υ¹ |
| 南宫 朱雀 | 翼        | 像鸟的翅膀                                          |           | 翼宿一 | 巨爵座α  |
| 南宫 朱雀 | 軫（，）  | 像車子                                              |           | 軫宿一 | 乌鸦座γ  |

### 星宿的调整
在历史上，二十八宿具体包含哪些星座，以及各宿的距度、距星、次序，都曾经发生过变化。唐代《开元占经》中保留了据说为战国石申所观测的古距度，其数值跟甘肃天水放马滩战国秦墓出土的简牍、安徽阜阳双古堆汉初汝阴侯墓出土的圆盘上的距度非常接近，而跟汉代以来的距度有较大差别，表明西汉时期曾对距星进行过大规模的调整和统一。《史记·律书》中记录了另外一套可能继承自战国甘德的二十八舍系统，其中没有斗、觜、井、鬼，而有建星、罚、狼、弧，可能是更为古老的体系。:88-91:78-81甘德二十八舍系统相对石申的二十八宿系统，分布更加平均，所以也有可能是原始二十八宿调整后的结果。
变动的原因之一在于岁差。由于岁差的作用，二十八宿之间的距度会发生缓慢的变化，加上二十八宿并非均匀分布，相互之间有近有远，所以某两颗非常靠近的距星之间的距度可能会变成负数，相对位置互换。例如13世纪之后，觜宿的距星（猎户座φ¹）和參宿的距星（猎户座δ）的赤经顺序前后调转。明末清初的耶稣会传教士发现这一点后，更换了觜宿和參宿的顺序，从觜前參後变为觜後參前，却遭到了相当激烈地反对。最终，乾隆十七年（1752年），通过将觜宿的距星改定为猎户座λ，參宿的距星改为猎户座ζ，恢复了觜前參後的传统。原先的两颗距星则变为觜宿二和参宿三。
另一个原因是，古人可能最初很自然地选用天空中比较亮的星星作为距星，但这些亮星可能离赤道很远。后来，在二十八宿观测体系逐渐完善的过程中，改用略暗、但处于赤道/黃道帶上的恒星作为距星。如甘德二十八舍系统中有天狼星，后来改为井宿。汝阴侯墓圆盘上，心宿的距星为今心宿二，毕宿的距星为今毕宿五，参宿的距星为今参宿四，后来都不再采用。:268,272

### 起源时间
关于二十八宿的起源时间，众说纷纭。古人可能很早就发现了黄道带或赤道带附近的个别亮眼的恒星和星座，但这不等于已经形成了黄道带或赤道带或二十八宿的整体概念。:264整体的二十八宿在文献中最早出现于《周礼》中的“二十有八星”。完整的星名最早见于《吕氏春秋》。出土文物中较古老的则是曾侯乙墓中绘有二十八宿星图的漆器箱盖，时代约在战国初期。:10 :9,11,13-13
从天文学计算来推测，则可以将二十八宿体系的创立年代追溯得非常早。二十八星宿中的黄道星宿今天仍在黄道带上，赤道星宿则由于岁差的存在，已经不再位于赤道带上。根据冯时的计算，赤道星宿与赤道带符合得最为理想的时间是公元前35世纪至前30世纪。:265竺可桢发现，牛宿和女宿原来指的是牵牛星和织女星，虽然现在织女星的赤经在牵牛星之前，但二十八星宿中却是牛宿先于女宿。牵牛星和织女星赤经顺序对调的时间约在公元前36世纪至前30世纪之间。:268

## 二十八宿与天区

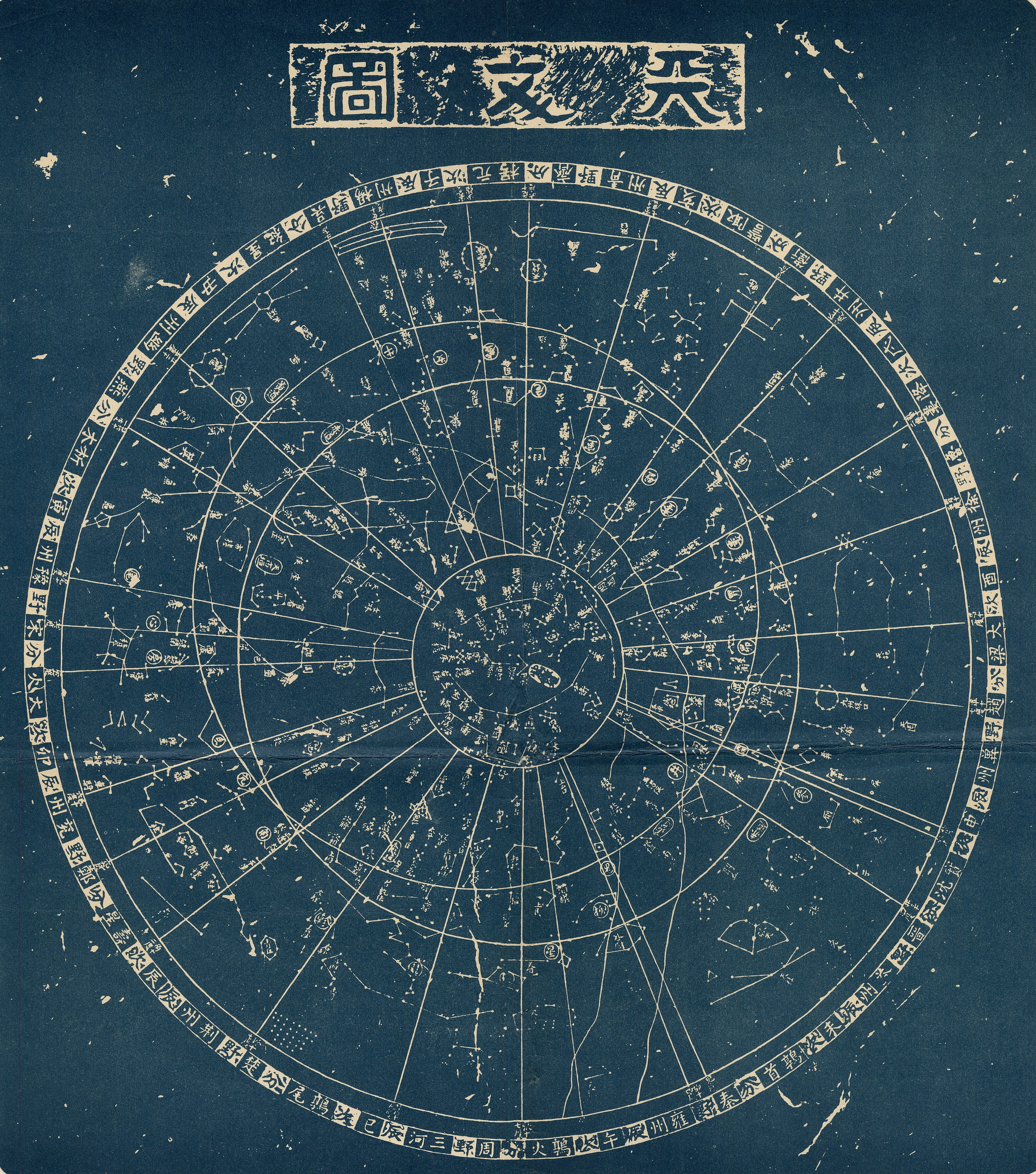
苏州文庙保存的宋代石刻天文图上，将除天北极附近之外的天区根据二十八宿划分

除了作为星空坐标以外，二十八宿也用于排列和组织星座。隋代丹元子《步天歌》对全天星座进行了重新规划和分区，将天北极附近的星空分成三垣，其余星座纵向分割成二十八个天区，按赤经度分入二十八宿。如角宿天区就包括角、南门、天门、平道等十一个星座。:82

## 二十八宿与四象
二十八宿建立后，又分为四组，分别与四宫、四象、四季相配。四象的由来，并非一宫之中七个星宿的整体形象，而只是其中的一部分主要星座的形象。东宫的角、亢、氐、房、心、尾六宿相连，就像一条龙的形状，甚至可能就是华夏文明中“龙”的形象的由来。南宫的柳、星、张、翼组合，像一只大鸟。西宫的觜、參、伐像一只老虎。北宫的危和坟墓组合，像一只鹿或麒麟；后来又将危和虚组合，像一只乌龟，附近的螣蛇像一条蛇。大概在战国末年到西汉初年间，青龍、朱雀、白虎、玄武这四种形象才开始整体性地跟一宫内全部七宿联系起来。:261,308,312-313,318-320

## 二十八宿与分野
中国古人依照某种特定对应关系来划分地域，称为“分野”。分野理论的核心是将地域与天体对应的星土说，星土说的核心则是十二次及二十八宿分野。二十八宿与地域的对应有多种不同的记载，《开元占经》中记录如下：
| 分星     | 角亢              | 氐房心          | 尾箕              | 斗牛              | 女虚              | 危室壁            | 奎婁            | 胃昴              | 畢觜參              | 井鬼              | 柳星張            | 翼軫                |
| 分星范围 | 軫十二度 至氐四度 | 氐五度 至尾九度 | 尾十度至 斗十一度 | 斗十二度 至女七度 | 女八度至 危十五度 | 危十六度 至奎四度 | 奎五度 至胃六度 | 胃七度至 畢十一度 | 畢十二度 至井十五度 | 井十六度 至柳八度 | 柳九度至 張十七度 | 張十八度 至軫十一度 |
| 十二辰   | 辰                | 卯              | 寅                |                   | 子                | 亥                | 戌              | 酉                | 申                  | 未                | 午                | 巳                  |
| 十二月   | 仲秋              | 季秋            | 孟冬              | 仲冬              | 季冬              | 孟春              | 仲春            | 季春              | 孟夏                | 仲夏              | 季夏              | 孟秋                |
| 十二次   | 壽星              | 大火            | 析木              | 星紀              | 玄枵              | 娵訾              | 降婁            | 大梁              | 實沈                | 鶉首              | 鶉火              | 鶉尾                |
| 分野国   | 鄭                | 宋              | 燕                | 吳越              | 齊                | 衛                | 魯              | 趙                | 魏                  | 秦                | 周                | 楚                  |

对于二十八宿与地域的对应关系最初源于何种理据，历来有不同看法。有人认为古时不同部族有各自习惯观测的星，后来成为封国祭祀的星，进而演化为分野。也有人认为中国古人有天文与地理相似的思想，将星象方位与地理方位对应。:741-749而在后来的发展中，星宿与列国的对应逐渐变为纯粹形式化的联系，与天文上的原意相去甚远。:77-80

## 二十八宿与术数
在古代中国，其他天体与二十八宿的相对运动常常被看作是某种预兆。如《史记·天官书》记载：“漢之興，五星聚于東井。平城之圍，月暈參、畢七重。”又如辰星（水星）在五行中主水，东井（井宿）像一口井，因此“辰星守东井”是水灾的预兆。:72
古代中国天文与术数的密切结合，使得许多天文概念的本来意义逐渐淡化，演变出明显的神格和样貌 ，用于占卜、算命等。传为唐代梁令瓒所绘的《五星二十八宿神形图》上，就赋予了二十八宿人形样貌，并用文字记录其性情、庙宇、祭祀情况。通书中有“宿直”（类似星期），二十八宿每宿一天，循环往复，各自对应一定的吉凶。这已经脱离了具体天象，是人为设定周期的占术。:52,56

### 禽星
二十八宿又特别跟七曜和动物相配，用来推算人的命禄吉凶。这种组合称为“禽星”或“星禽”，推算之术称为“演禽”。北宋神宗时的《湘山野录》中记载，宋初司天监王处讷就会用星禽来推算命运。:31

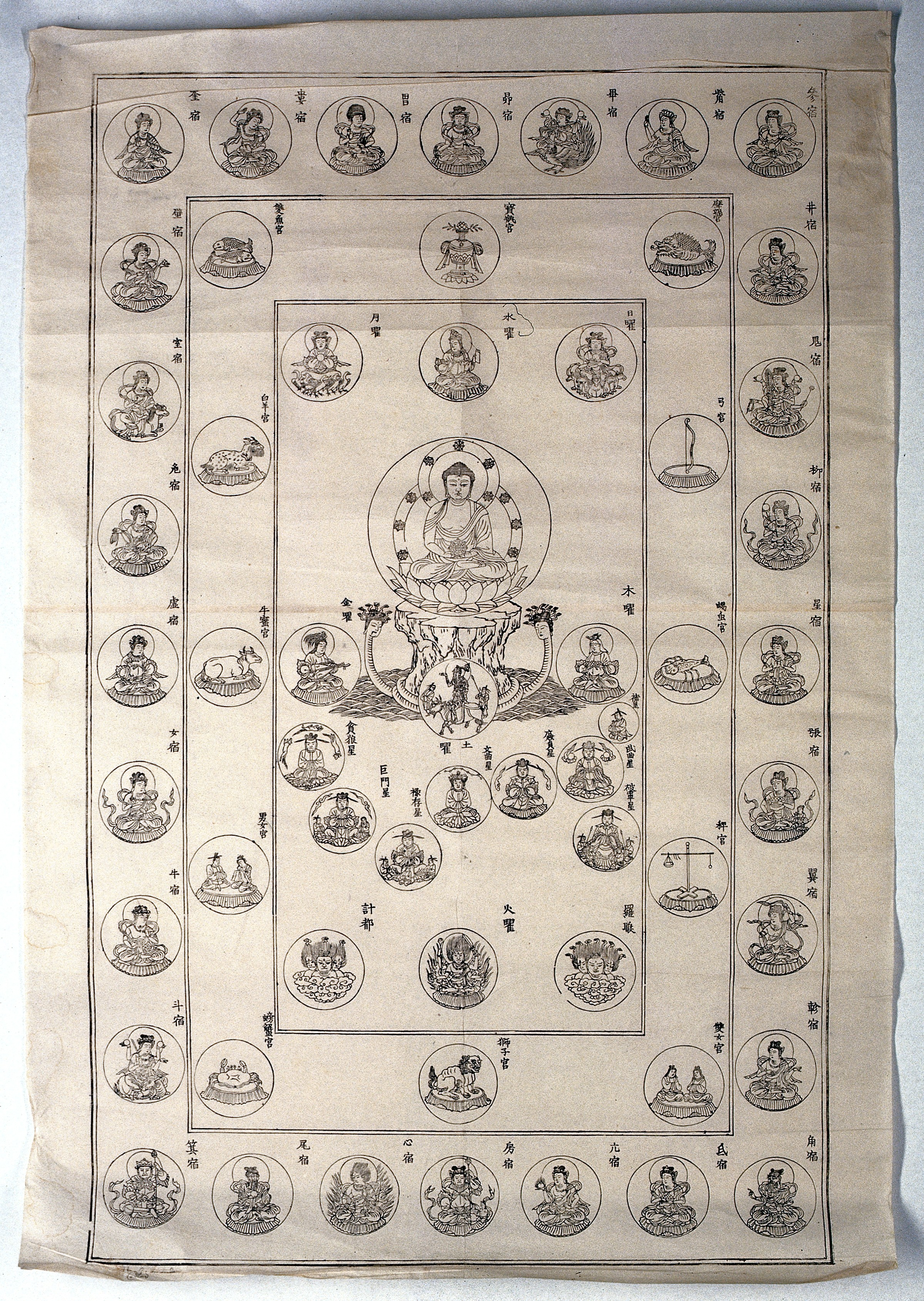
佛教绘画，上有九曜、十二宫及二十八宿等

## 中印二十八宿的关系
在中国之外，古巴比伦、印度、波斯、埃及和阿拉伯也有类似二十八宿的体系。其中，古巴比伦使用32颗标准星（normal star）作为观测的参照物。其与中国古距度二十八宿相比，相同的星星只有3颗，两者分属不同体系的可能性很大。:271
印度的类似系统称为“纳沙特拉”（नक्षत्रम्，nakshatra），字面意思是“月站”，与“宿”类似。印度也同时有过二十七或二十八月站，后多用二十七月站，故也译为“二十七宿”。:49-50阿拉伯有“马纳吉尔”（manazil al-qamar），字面意思同样是“月站”。中印二十八宿距星相同的有8宿，距星不同而星座相同的有12宿，不同的8宿中，印度“女宿”（अभिजित，Abhijit）取织女星，“牛宿”（श्रवणाः，Shravaṇāḥ）取牛郎星，也与中国古法相合。两个系统重合比例很高，极有可能来自同一个源头。波斯、埃及和阿拉伯的二十八宿出现得较晚，被认为来自印度。因此主要的争论就在于，二十八宿的发源地是中国还是印度。认为二十八宿起源自中国的有让-巴蒂斯特·毕奥、施古德、利奥波德·德索叙尔、新城新藏、郭沫若、夏鼐、冯时等，认为起源自印度的有威廉·布伦南德（William Brennand）、埃比尼泽·伯吉斯（Ebenezer Burgess）等。:269-270,275:309
陈遵妫认为支持印度起源说的理由站不住脚，毕奥、施古德支持中国起源说的论证也不可靠，较有力的证据当属新城新藏提出的几点理由，包括二十八宿传入印度前有在北纬43度附近停留的形迹，二十八宿发源地应该以北斗为观测之标准星象，应该有牛郎织女传说。:313-317

## 大众文化
- 东汉光武帝刘秀曾封手下的28位功臣为云台二十八将。刘宋范晔《后汉书》中提到，当时已经流传二十八将对应二十八星宿的说法。[28]民间为二十八宿塑造神像时，也部分参照了云台二十八将的生平。[29]:12
- 明朝章回小说《水浒传》中，辽国有二十八位将军以二十八宿为号。[30]
- 明朝章回小说《封神演义》中，封神榜上也有二十八宿，不过获封的人物在前文中都未曾正式登场。[31]
- 明朝章回小说《西游记》中多处提到禽星。第五十五回，孙悟空打不过蝎子精，上天请来昴日星官，其现出原形后是一只大公鸡，高鸣两声，蝎子精就死于坡前。[32]第九十二回，孙悟空敌不过犀牛精，上天去请四木禽星，其中井木犴是犀牛的克星，现出原形后直接咬死了一头犀牛。[33]
- 清朝章回小说《醒世姻缘传》里，则有用禽星推算命运的情节。[34]
- 日本漫画系列及其改编作品中的大量主要人物即得名自二十八宿。[35]